# Einadia
Einadia là chi thực vật có hoa trong họ Amaranthaceae.